# Plantago ciliata
Plantago ciliata är en grobladsväxtart. Plantago ciliata ingår i släktet kämpar, och familjen grobladsväxter. Utöver nominatformen finns också underarten P. c. ciliata.